# Distretto di az-Zubayr
Il distretto di az-Zubayr (arabo: قضاء الزبير; traslitterato: Qaḑā” az Zubayr) è una delle suddivisioni amministrative del governatorato di Bassora in Iraq. Capoluogo del distretto è la città di Az-Zubayr. il territorio negli anni ottanta del XIX secolo ha subito una forte immigrazione di tribù provenienti dal Najd, in quanto il loro territorio aveva ben poco da offrire, ma intorno al 1945 la maggior parte di loro fece ritorno nel loro territorio di origine, entrato a far parte del regno dell'Arabia Saudita, dal momento che la situazione era notevolmente cambiata. Nel 1990 con l'invasione del Kuwait Saddam Hussein era intenzionato a fare del distretto la diciannovesima provincia dell'Iraq includendo nella nuova provincia il Kuwait, ma il fallimento dell'annessione con la sconfitta irachena nella prima guerra del golfo fece naufragare il progetto. La maggioranza della popolazione è sciita Akhbari, con una significativa minoranza sunnita malikita.
Nella parte più meridionale del distretto al confine con il Kuwait, sul Khawr az Zubayr si trova il porto di Umm Qasr, il più importante dell'Iraq.